# Горький лиман (Каневской район)
Го́рький лима́н — лиман в Каневском районе Краснодарского края России, в бассейне реки Челбас.
Площадь лимана составляет 19 км². Горький лиман представляет собой расширение в пойме нижнего течения реки Челбас. К западу от него находится Кущеватый лиман, к востоку — Сладкий. С первым Горький лиман поддерживает постоянную связь, со вторым — временную (в период половодья). Вода в лимане горькая, несмотря на то, что каждую весну через него протекает пресная степная речка.